# 和白通り

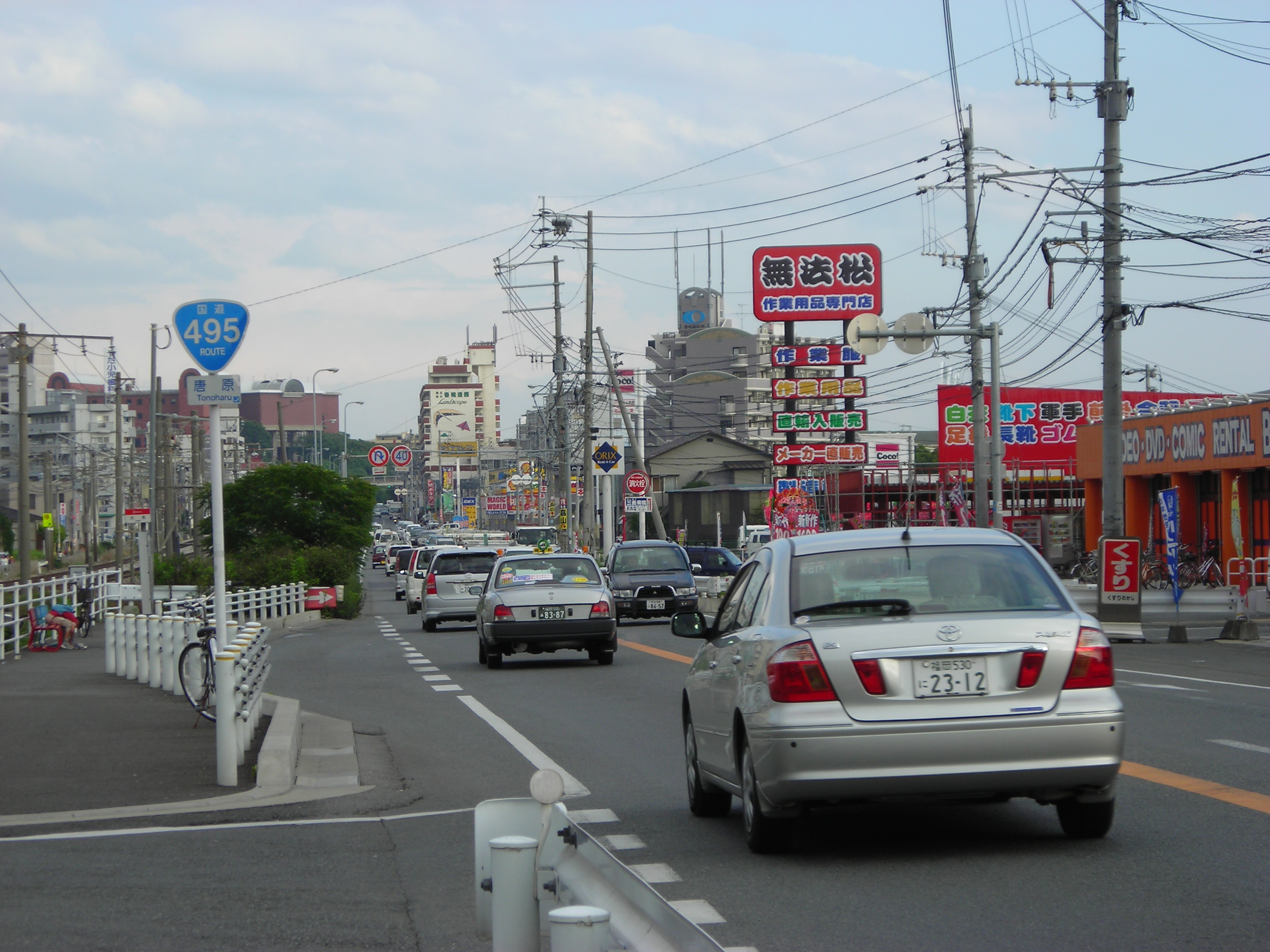
和白通り（国道495号）（東区唐原）

和白通り（、ローマ字表記: Wajiro Dōri）は、福岡県福岡市東区の香住ヶ丘一丁目交差点から和白丘1丁目の糟屋郡新宮町との境までの国道495号4.1kmに付けられた福岡市道路愛称。

## 沿線
東区の繁華街である香椎地区から北へ伸びる道路である。国道3号香椎バイパスと国道495号が分かれる香住ヶ丘1丁目交差点を起点として、上和白交差点のあたりまで北北西に、そこから右カーブして北に進み、和白交差点を過ぎたあたりで右にカーブして北北東に進む。
旧国道3号の一部であり、周辺は九州産業大学、福岡工業大学をはじめとする各種学校や住宅街、ロードサイドショップが集結しており、特に日中の交通量が多い。起点から和白交差点まで4車線化されている。

### 周辺
- 九州産業大学
- 九産大前駅
- 福岡カンツリー倶楽部
- 福岡和白病院
- 福岡看護専門学校
- 福岡市営和白丘住宅
- 福工大前駅
- 福岡工業大学

## 通過する自治体
- 福岡市東区

## 主な接続路線
| 交差する道路 東←〈和白通り〉→西 | 交差する道路 東←〈和白通り〉→西   | 交差する場所   | 北九州まで (km) |
| ------------------------------- | --------------------------------- | -------------- | --------------- |
| 国道3号 鳥栖・大野城方面        |                                   |                |                 |
| 国道3号（側道）                 | 国道3号（側道）                   | 香住ケ丘一丁目 | 68.5            |
|                                 | 〈海の中道〉 県道59号志賀島和白線 | 和白           |                 |
| 県道515号筑前新宮停車場線       | -                                 | 福工大前駅     |                 |
| 国道495号 北九州・古賀方面      |                                   |                |                 |

## 愛称の由来
沿線の大部分が和白地区を通ることから（1989年の福岡市制施行100周年を記念した道路愛称事業により制定）。